# 조주인 모리아쓰
조주인 모리아쓰(일본어: 長寿院盛淳, ちょうじゅいん もりあつ, 1548년? ~ 1600년 10월 12일)는 센고쿠 시대의 무장으로 시마즈씨의 가신이었다. 세키가하라 전투 당시 전사하였다.